# ライティングソフトウェア
ライティングソフトウェア (英: Optical disc authoring software) とは、データの書き込みが可能な光ディスクへ、データ書き込み時に使用するコンピュータソフトウェアである。
書き込みの際には、CD-R/RW,DVDR/RW,Blu-ray Disc,HD DVDなどの、それぞれに対応する光学ドライブを使用する。

## 基本的な機能
基本的な機能として、書き込むデータを編集しての書き込み（オーサリング）、CD/DVDを読み込んでの直接複製（デュプリケーション）、CD/DVDからデータの吸いだしと保存（広義のリッピング）、書き換え可能メディアのデータ消去などがある。
CD/DVDへの書き込みは、ISO 9660やUDF (Universal Disk Format) 規格で行われる事が多い。
対応メディア・書き込み機能・性能などで差別化が図られている。具体的には次のようなものがある。
- 音楽CD-R(CD-DA)の作成に特化したもの
- ビデオCDの複製に特化したもの
- DVD-Videoの複製に特化したもの
- BD-Videoの複製に特化したもの
- ネットワーク書き込み機能
- 多ドライブ同時制御機能
- パケットライトへの対応
- コピーガードCDの複製に特化したもの（コピー防止技術を技術的に無効化することは不正競争防止法に抵触する違法行為であるが、コピー防止技術を“そのまま”複製することは合法と見なされている）

これについて、RAW（物理データ認識）モード対応、恣意的に書き込まれた不正セクタの正確な読み出しと書き込みに特化したものなど。

## 主なソフト

### BD-R/REに対応するもの
- B's Recorder
- CDBurnerXP
- ImgBurn
- K3b
- Nero Burning ROM
- Power2Go
- RecordNow
- Roxio Creator
- TOAST

### DVD-R/RW/+R/+RW/RAMに対応するもの
CD-R/CD-RWにも対応するものを含む
- alcohol120%
- Brasero
- B's Recorder
- CDBurnerXP
- CD革命/Virtual
- CD革命/Burning
- CDRWin
- CloneCD
- CloneDVD
- CopyToDVD
- DeepBurner
- DiscJuggler
- Drag'n Drop
- DVD Decrypter
- GnomeBaker
- Hi-Def Life
- K3b
- MovieWriter
- WinCDR
- WinISO
- X-CD-Roast
- ディスクメディエーター呉葉

### CD-R/CD-RWに対応するもの
- Blind Write
- CD Manipulator
- Primo
- Windows XP CD-R書き込み機能（roxio社のエンジンを使用している）